# SOKO Wismar
SOKO Wismar è una serie televisiva tedesca di genere poliziesco, in onda dal 2004 sull'emittente televisiva ZDF.  È la quinta nata tra le serie del filone "SOKO".

Tra i protagonisti, figurano gli attori Udo Kroschwald, Li Hagman, Claudia Schmutzler e Katharina Blaschke.
Fino al 2021 sono state prodotte 18 stagioni, per un totale di 388 episodi.

In Germania, la prima puntata è stata trasmessa il 6 ottobre 2004. La serie va in onda il mercoledì pomeriggio.

## Descrizione
La serie è ambientata nella città anseatica di Wismar, nel Meclemburgo-Pomerania Anteriore (Germania nord-orientale). Protagonista è una squadra di poliziotti capitanata dal Commissario Jan Reuter, squadra alla quale è affidato il compito di risolvere i casi minori di crimine che si verificano in zona.

## Episodi
| Stagione                 | Episodi | Prima TV Germania | Prima TV Italia |
| ------------------------ | ------- | ----------------- | --------------- |
| Prima stagione           | 6       | 2004              | inedita         |
| Seconda stagione         | 12      | 2004-2005         | inedita         |
| Terza stagione           | 18      | 2005-2006         | inedita         |
| Quarta stagione          | 18      | 2006-2007         | inedita         |
| Quinta stagione          | 21      | 2007-2008         | inedita         |
| Sesta stagione           | 20      | 2008-2009         | inedita         |
| Settima stagione         | 20      | 2009-2010         | inedita         |
| Ottava stagione          | 20      | 2010-2011         | inedita         |
| Nona stagione            | 25      | 2011-2012         | inedita         |
| Decima stagione          | 25      | 2012-2013         | inedita         |
| Undicesima stagione      | 24      | 2013-2014         | inedita         |
| Dodicesima stagione      | 25      | 2014-2015         | inedita         |
| Tredicesima stagione     | 25      | 2015-2016         | inedita         |
| Quattordicesima stagione | 25      | 2016-2017         | inedita         |
| Quindicesima stagione    | 31      | 2017-2018         | inedita         |
| Sedicesima stagione      | 27      | 2018-2019         | inedita         |
| Diciassettesima stagione | 25      | 2019-2020         | inedita         |
| Diciottesima stagione    | 27      | 2020-2021         | inedita         |